# In prima persona
In prima persona è un album della cantante Donatella Moretti pubblicato nel 1974 dalla King Universal.
Tutti i brani dell'album sono scritti da Fiorenzo Carpi e Giuseppe Bentivoglio.

## Tracce
Lato A
1. L'infanzia (Bentivoglio, Carpi)
2. Maria (Bentivoglio, Carpi)
3. La fabbrica (Bentivoglio, Carpi)
4. Cara Madonna (Bentivoglio, Carpi)

Lato B
1. Io, in prima persona (Bentivoglio, Carpi)
2. Scegliersi la vita (Bentivoglio, Carpi)
3. Il re di vetro (Bentivoglio, Carpi)
4. Il cortile (Bentivoglio, Carpi)